# 海因里希·舍赫
海因里希·舍赫（德語：Heinrich Scheüch；1864年6月21日—1946年9月3日）是一名普鲁士陆军军官，曾任普魯士王國和德意志帝国陆军的中将，并于1918年至1919年间担任普鲁士战争部长。